# Марко Марков (офицер)
Марко Стефанов Марков е генерал-лейтенант от медицинската служба на българската армия.

## Биография
Роден е на 20 август 1919 г. в търновското село Присово. Завършва средно образование във Велико Търново. През 1938 г. се записва да учи медицина в Пражкия медицински факултет. Поради избухването на Втората световна война се премества в София, където продължава следването си. Прекъсва го през 1942 г. и излиза в нелегалност и през октомври е осъден задочно от Софийския военнополеви съд на смърт. Остава в нелегалност до 9 септември 1944 г. Между 1944 и 1945 г. изпълнява партийни поръчения в град Елена. След това довършва медицинското си образование. Постъпва в армията през 1948 г. като армейски лекар на втора армия. От 1949 до 1950 г. учи във Военномедицинската академия в Санкт Петербург организация на медицинското осигуряване. В периода 1950 – 1955 г. е заместник-началник на Медицинското управление на българската армия. През 1956 г. за кратко е слушател към отдел „Военномедицинска подготовка“ към Медицинското управление и на обучението в ИСУЛ. От 1958 до 1985 г. е началник на медицинската служба на българската армия. От 1960 г. е генерал-майор. По негова инициатива се създава Висшия военномедицински институт (бъдещата Военномедицинска академия). Умира на 20 март 2002 г. в София.